# Ko Jong-soo
Ko Jong-soo (en hangul, 고종수; en hanja, 高 宗秀; nacido el 30 de octubre de 1978 en Yeosu, Jeolla del Sur) es un exfutbolista y actual entrenador surcoreano. Jugaba de centrocampista y su último club fue el Daejeon Citizen de Corea del Sur. Actualmente no dirige a ningún equipo.

## Carrera

### Comienzos
Los inicios de Ko Jong-soo se remontan a la Escuela Primaria Yeosu West, la Escuela Intermedia Yeosu Gubong y la Escuela Secundaria Kumho, donde dio sus primeros pasos como juvenil.

### Clubes como futbolista
Saltó al estrellato durante la Copa Mundial de Fútbol de 1998, junto con Lee Dong-gook y Ahn Jung-hwan. En cierta oportunidad, fue mencionado como “el mejor técnico de Corea”, debido a su dinámica, hábiles tiros libres y su pie izquierdo. Podía desempeñarse en el centro del campo como también en el lado izquierdo.
A principios de la década de 2000 en la K-League, había un apodo sobre el lugar donde patearía la pelota: “Go Jong-soo Zone”; sus habilidades eran tan buenas que si pateaba un tiro libre desde allí, había una alta probabilidad de que terminara en gol. Por mencionar un ejemplo, anotó un gol de tiro libre contra el entonces arquero mundialista Chilavert en 2001.
Fue traspasado a Chunnam Dragons a cambio de Kim Nam-il, quien se marchó simultáneamente a Suwon, pero no renovó el contrato. Ko no era un agente libre bajo las reglas de ese tiempo, de modo tal que no tuvo más remedio que jugar para cualquier otro equipo que no fuera Chunnam.
En septiembre de 2006, declaró que había logrado arrojar más de 20 libras con un peso de 78 kg, mientras que pesaba unos 76 kg durante su apogeo. A pesar de las renovadas esperanzas de su esperado regreso, el último avistamiento de Ko fue en diciembre de 2006. Según los informes, Ko no estaba en forma para jugar al fútbol y evadió las preguntas de los reporteros al conducir en un Mercedes Benz blanco. Ko desmintió esta afirmación, diciendo: “Después de escuchar esa noticia, pensé en renunciar a la vida del futbolista”. El 8 de enero de 2007, Daejeon Citizen contrató a Ko un año después de que Chunnam Dragons acordara su transferencia. Su salario se decidió en función del desempeño en el campamento de entrenamiento de invierno en Chipre. Ko expresó un fuerte deseo de volver al deporte y le dijo a un entrevistador: “Jugaré para Daejeon tomando esta oportunidad como la última”.
En febrero de 2009, anunció su retiro.

### Selección nacional como futbolista
Ko fue internacional absoluto por la Selección de fútbol de Corea del Sur, además de representarla a nivel sub-23. Disputó la Copa Mundial de la FIFA 1998, además de los Juegos Olímpicos de 1996 y 2000.

## Trayectoria

### Clubes como futbolista
| Club                          | País          | Año         |
| ----------------------------- | ------------- | ----------- |
| Suwon Samsung Bluewings       | Corea del Sur | 1996 - 2004 |
| Kyoto Purple Sanga (préstamo) | Japón         | 2003        |
| Chunnam Dragons               | Corea del Sur | 2005        |
| Daejeon Citizen               | Corea del Sur | 2007 - 2008 |

### Selección nacional como futbolista
| Selección | País          | Año         |
| --------- | ------------- | ----------- |
| Sub-23    | Corea del Sur | 1996 - 2000 |
| Absoluta  | Corea del Sur | 1997 - 2001 |

### Clubes como entrenador
| Club                                | País          | Año         |
| ----------------------------------- | ------------- | ----------- |
| Suwon Bluewings sub-18 (asistente)  | Corea del Sur | 2011        |
| Suwon Samsung Bluewings (asistente) | Corea del Sur | 2011 - 2017 |
| Daejeon Citizen                     | Corea del Sur | 2018 - 2019 |

## Estadísticas

### Como futbolista

#### Clubes
| Rendimiento de club | Rendimiento de club     | Rendimiento de club | Liga  | Liga  | Copa               | Copa               | Copa de la Liga | Copa de la Liga | Continental | Continental | Total | Total |
| Año                 | Club                    | Liga                | Part. | Goles | Part.              | Goles              | Part.           | Goles           | Part.       | Goles       | Part. | Goles |
| Corea del Sur       | Corea del Sur           | Corea del Sur       | Liga  | Liga  | KFA Cup            | KFA Cup            | Copa de la Liga | Copa de la Liga | Asia        | Asia        | Total | Total |
| ------------------- | ----------------------- | ------------------- | ----- | ----- | ------------------ | ------------------ | --------------- | --------------- | ----------- | ----------- | ----- | ----- |
| 1996                | Suwon Samsung Bluewings | K League 1          | 11    | 1     | ?                  | ?                  | 3               | 0               | -           | -           |       |       |
| 1997                | Suwon Samsung Bluewings | K League 1          | 7     | 1     | ?                  | ?                  | 8               | 2               | ?           | ?           |       |       |
| 1998                | Suwon Samsung Bluewings | K League 1          | 19    | 3     | ?                  | ?                  | 1               | 0               | ?           | ?           |       |       |
| 1999                | Suwon Samsung Bluewings | K League 1          | 14    | 2     | ?                  | ?                  | 7               | 2               | ?           | ?           |       |       |
| 2000                | Suwon Samsung Bluewings | K League 1          | 8     | 4     | ?                  | ?                  | 5               | 3               | ?           | ?           |       |       |
| 2001                | Suwon Samsung Bluewings | K League 1          | 12    | 5     | ?                  | ?                  | 8               | 5               | ?           | ?           |       |       |
| 2002                | Suwon Samsung Bluewings | K League 1          | 20    | 4     | ?                  | ?                  | 0               | 0               | ?           | ?           |       |       |
| Japón               | Japón                   | Japón               | Liga  | Liga  | Copa del Emperador | Copa del Emperador | Copa J. League  | Copa J. League  | Asia        | Asia        | Total | Total |
| 2003                | Kyoto Purple Sanga      | J1 League           | 13    | 1     | 0                  | 0                  | 3               | 1               | -           | -           | 16    | 2     |
| Corea del Sur       | Corea del Sur           | Corea del Sur       | Liga  | Liga  | KFA Cup            | KFA Cup            | Copa de la Liga | Copa de la Liga | Asia        | Asia        | Total | Total |
| 2004                | Suwon Samsung Bluewings | K League 1          | 5     | 1     | 0                  | 0                  | 0               | 0               | -           | -           | 5     | 1     |
| 2005                | Chunnam Dragons         | K League 1          | 11    | 1     | 0                  | 0                  | 5               | 1               | -           | -           | 16    | 2     |
| 2007                | Daejeon Citizen         | K League 1          | 11    | 1     | 1                  | 0                  | 0               | 0               | -           | -           | 12    | 1     |
| 2008                | Daejeon Citizen         | K League 1          | 13    | 0     | 0                  | 0                  | 3               | 1               | -           | -           | 16    | 1     |
| Total               | Corea del Sur           | Corea del Sur       | 131   | 23    |                    |                    | 40              | 14              |             |             |       |       |
| Total               | Japón                   | Japón               | 13    | 1     | 0                  | 0                  | 3               | 1               | -           | -           | 16    | 2     |
| Total carrera       | Total carrera           | Total carrera       | 144   | 24    |                    |                    | 43              | 15              |             |             |       |       |

#### Selección nacional
Fuente:
| Selección de Corea del Sur | Selección de Corea del Sur | Selección de Corea del Sur |
| Año                        | Part.                      | Goles                      |
| -------------------------- | -------------------------- | -------------------------- |
| 1997                       | 10                         | 1                          |
| 1998                       | 16                         | 1                          |
| 1999                       | 4                          | 1                          |
| 2000                       | 3                          | 0                          |
| 2001                       | 5                          | 3                          |
| Total                      | 38                         | 6                          |

##### Goles internacionales
| No | Fecha                 | Sede                | Oponente               | Gol   | Resultado   | Competición          |
| -- | --------------------- | ------------------- | ---------------------- | ----- | ----------- | -------------------- |
| 1. | 25 de enero de 1997   | Sídney, Australia   | Nueva Zelanda          | 1 gol | 3-1         | Opus Tournament 1997 |
| 2. | 29 de enero de 1998   | Bangkok, Tailandia  | Tailandia              | 1 gol | 2-0         | King's Cup 1998      |
| 3. | 5 de junio de 1999    | Seúl, Corea del Sur | Bélgica                | 1 gol | 1-2         | Partido amistoso     |
| 4. | 24 de enero de 2001   | Hong Kong           | Noruega                | 1 gol | 2-3         | Carlsberg Cup 2001   |
| 5. | 27 de enero de 2001   | Hong Kong           | Paraguay               | 1 gol | 1-1 (6-5 P) | Carlsberg Cup 2001   |
| 6. | 11 de febrero de 2001 | Dubái, EAU          | Emiratos Árabes Unidos | 1 gol | 4-1         | Torneo de Dubái 2001 |

##### Participaciones en fases finales
| Torneo                         | Sede                  | Resultado    | Partidos | Goles |
| ------------------------------ | --------------------- | ------------ | -------- | ----- |
| Juegos Olímpicos de 1996       | Atlanta               | Primera fase | 0        | 0     |
| Copa Mundial de Fútbol de 1998 | Francia               | Primera fase | 3        | 0     |
| Juegos Olímpicos de 2000       | Sídney                | Primera fase | 3        | 0     |
| Copa Confederaciones 2001      | Corea del Sur / Japón | Primera fase | 2        | 0     |